# Laforêtite
La laforetite è un minerale appartenente al gruppo della calcopirite, analogo alla roquesite, ma più ricco in argento.

## Etimologia
Il nome è in onore del metallografo francese Claude Laforêt (1936- ), si è occupato di paragenesi delle rocce e dei giacimenti di Montgros.